# Pontville Immigration Detention Centre
Das Pontville Immigration Detention Centre war ein australisches Flüchtlingslager, das auf einem Militärgelände bei der kleinen ländlichen Ortschaft Pontville auf Tasmanien lag, etwa 30 Kilometer nördlich von Hobart. Das Lager wurde in der Zeit von 2011 bis 2013 belegt, zunächst mit männlichen Asylsuchenden und später bis zur Schließung vor allem mit unbegleiteten minderjährigen Flüchtlingen.

## Errichtung
Die australische Bundesregierung gab im April 2011 bekannt, dass sie für 15 Millionen AUD auf einem Militärgelände eine bauliche Anlage für 400 Asylsuchende errichten werde. Die Gebäude wurden zunächst zur Unterbringung männlichen Asylsuchenden und später von minderjährigen Flüchtlingen genutzt.

## Lagerbelegung
Die erste Lagerbelegung erfolgte Ende Oktober 2011 mit 95 asylsuchenden Hazara, einer Minderheit aus Afghanistan.
Im Jahr 2013 waren mit 254 Jugendlichen die meisten der unbegleiteten minderjährigen Flüchtlinge Australiens in diesem Internierungslager untergebracht.

## Lagerverhältnisse
Anlässlich eines Besuches im Mai 2013 durch die Australische Menschenrechtskommission hielt diese fest, dass das Internierungslager ein Gefängnischarakter widerspiegelt und von hohen Zäunen umgeben ist.
Sie stellte ferner einen hohen Grad an Verzweiflung bei den minderjährigen Flüchtlingen fest, die von ihnen mit der langen Verweilzeit im Lager begründet wurde. Die Menschenrechtskommission zählte zwischen dem 1. Januar 2013 und 14. August 2013 50 Fälle von aktuellen Selbstverletzungen und notierte 49 angedrohte.

## Schließung
Das Lager stand bereits seit ab September 2013 leer und wurde im Februar 2014 geschlossen. Die meisten minderjährigen Flüchtlinge aus dem Lager kamen in eine sogenannte „Community Detention“, in Einrichtungen die gemeinnützige und kirchliche Organisationen betreiben.
Das Lagergelände mit 40 Hektar Land, 100 demontierbaren Gebäuden und Kilometern von wiederverwendbaren Zäunen wurde 2016 von einem 75-jährigen Farmer gekauft, der sich das Gelände mit den früheren Landbesitzer teilen will.